# Ben Prunty
Ben Prunty est un compositeur américain, surtout connu pour son travail sur les jeux vidéo indépendants FTL: Faster Than Light (2012) et Subnautica: Below Zero (2021).

## Biographie
Prunty grandit à Scarborough, dans le Maine, mais déménage ensuite dans la région de la baie de San Francisco,.
Il a joué dans l'orchestre de son lycée et est toujours intéressé par la composition de musique à l'aide d'ordinateurs. Toutefois, il  manque d'expertise musicale jusqu'à ce qu'il se prépare à composer la bande originale de FTL : Faster Than Light. Il fréquente la New England School of Communications pour l'ingénierie audio.
Il déménage ensuite en Californie dans l'espoir d'entrer dans l'industrie du jeu vidéo, mais trouve du travail chez Google en tant que technicien de centre de données jusqu'à ce qu'il ait l'opportunité de faire la bande originale de FTL.

## Œuvres
Les principaux travaux de Prunty sont la bande originale des jeux vidéo indépendants FTL: Faster Than Light (2012) et Subnautica: Below Zero (2021),. Il a également fourni de la musique pour les projets suivants :
- Gravity Ghost
- StarCrawlers[7]
- Scale
- FranknJohn
- The Darkside Detective (première saison)
- All Walls Must Fall (une musique : "Synaesthetic")
- Into the Breach
- Celeste[8]
- Photographs